# Классический пантеизм
Классический пантеизм — теологическая детерминистская философия пантеистов, согласно которой Бог и природа рассматриваются как единое целое, где Бог пронизывает всё сущее и тождественен вселенской реальности. В отличие от классического теизма, где Бог представляется как отдельное существо, классический пантеизм утверждает, что Бог не просто творец мира, а сам является миром, воплощением бесконечной силы и всепроникающей сущности. Концепция подчеркивает взаимосвязь и взаимозависимость всего окружающего и отражает единство реальности внутри Божественного.
Термин также использовался для обозначения пантеизма в классическую греческую и римскую эпоху, или архетипический пантеизм, как его по-разному определяют различные авторы.

## Классический пантеизм Хартсхорна
Использование термина «классический пантеизм» было впервые задействовано Чарльзом Хартсхорном в 1953 году, и другими людьми, обсуждающими его доклад.  Приводя доводы в пользу панентеизма, Хартсхорн стремился отличить панентеизм, отвергающий детерминизм, от детерминистского пантеизма.
Термин «пантеизм» происходит от греческих слов pan (πᾶν, «все») и theos (θεός, «Бог»), вместе означающих «Вокруг-Бог» или «Всё есть Бог». Часто ассоциируется с монизмом, то есть с мнением, что реальность — единое целое.
Религиозная энциклопедия называет данную форму пантеизма «крайним монизмом», утверждая, что в классическом пантеизме «Бог решает или определяет всё, включая наши предполагаемые действия». Другие примеры пантеизма с детерминистским уклоном — взгляды Ральфа Уолдо Эмерсона, Эрнста Геккеля и Георга Вильгельма Фридриха Гегеля.

## Цитаты
Следующие цитаты, иллюстрируют концепцию Хартсхорна, о классическом пантеизме:
- «Ибо ни одна конкретная вещь, даже самая незначительная, не может произойти иначе, чем в соответствии с общей природой и её причиной» — Хрисипп[9]
- «В разуме нет абсолютной или свободной воли, но разум стремится желать того или иного, по причине, которая также определяется другой причиной, а эта последняя — другой причиной, и так далее до бесконечности» — Бенедикт Спиноза[10]

## Другие варианты «классического пантеизма»
- Типичный или архетипический пантеизм. Употребление варьируется, в зависимости от суждения автора, о том, что представляет собой типичный или архетипический пантеизм, но обычно включает высказывания Спинозы[4].
- Пантеизм классического периода, в частности Древней Греции и Рима (например, стоицизм)[11].